# Světlo Země
Světlo Země (anglicky Earthlight) je vědeckofantastický román britského autora Arthura C. Clarka vydaný v roce 1955. Jde o rozšíření stejnojmenné povídky, kterou Clarke napsal o čtyři roky dříve.
Tento román stejně jako Clarkovy některé povídky ukazuje na autorův pacifismus.

## Přehled
Světlo Země je dobrodružný sci-fi příběh odehrávající se na Měsíci, kde vládní agent hledá špióna na významné observatoři. Příběh se odehrává kontextu silného napětí mezi Zemí (která Měsíc ovládá) a nezávislými osadníky z ostatních planet ve Sluneční soustavě. Přesný rok ve kterém se příběh odehrává není známý, ale je to někdy ve 22. století. Posledních 200 let nebyla žádná válka.
Vládní agent je mírný účetní, kterému se jeho úkol nelíbí. Všímá si krásy Měsíce pod "světlem Země". Země je na obloze Měsíce mnohem větší než Měsíc na obloze Země.
Příběh pokračuje několika násilnými incidenty a dojde až k vesmírné bitvě. Je tu také záhada – údajné spatření "paprsku světla", které by nemělo být možné na světě bez atmosféry. To je později v příběhu vysvětleno jako paprsek ze zbraně, který obsahoval kovové částice pohybující se velkou rychlostí.
Ačkoli mnoho se mnoho Clarkeových románů odehrává v podobné budoucnosti – Světlo Země, Měsíční prach, Marťanské písky, Setkání s Rámou – příběh lidstva není vždy stejný a knihy netvoří dohromady sérii.

## Děj
Děj popisuje jak politické napětí mezi vládou politicky sjednocené Země (která Měsíc ovládá) a osadníky a obchodníky ze zbytku Sluneční soustavy, kteří utvořili Federaci, vyvrcholí ve válku o podmínky dostupnosti vzácných těžkých kovů.
Konflikty spustí vydání vědeckého článku, který tvrdí že na Měsíci jsou dosud neobjevená bohatá ložiska těžkých kovů, které Země navrhne monopolizovat. Vládní rozvědka Země se domnívá, že důvěrné informace o tomto nerostném bohatství mohly uniknout k Federaci a donutí účetního Bertrama Sandlera ke spolupráci. Sandler poslán na hlavní astronomickou observatoř na Měsíci, která se nachází poblíž kráteru Platón skrze kterou údajně informace procházejí. Sadlerovo krytí je, že provádí vyšetřování plýtvání vládními penězi.
Vzrůstající politické napětí je doprovázeno tím, že si personál observatoře užívá příležitosti pozorovat výbuch supernovy v souhvězdí Draka.
I přes předchozí relativně dlouhé období míru se Země i Federace technologicky připravují na válku. Federace vyvine novou metodu pohonu vesmírných lodí. Země novou štítovou technologii a zbraň která používá elektromagnetem poháněný bajonet z tekutého kovu (zbraň, která je zaměněna za paprsek světla). Takováto zbraň je dnes vyvíjena organizací DARPA.
Bitva mezi třemi federálními křižníky a opevněným dolem (projekt Thor) se odehraje u hory Mons Pico poblíž lunární observatoře. Dva astronomové mají jen několik hodin nazbyt. Když přivedou významného vědce ze Země na Pico, uvidí bitvu. Sadler, jehož vyšetřování nikam nevedlo, odhalí své krytí.
Ze tří Federálních křižníků jsou dva zničeny společně s dolem v bitvě. Třetí křižník, který se jmenuje Acheron, je vážně poškozen a ustoupí k Marsu. Má jen malou šanci se tam dostat než jeho nukleární reaktor exploduje, ale jeho nový pohon mu umožní setkat se s civilní lodí Pegasus, která zachrání celou posádku.
V nerozhodném souboji mezi mateřskou planetou a dříve závislými kolonisty každá ze stran zakusí větší odpor než předpokládala, diskredituje vlády obou stran. Sadler je schopný se vrátit k civilnímu životu. Stále ho však frustruje, že nebyl schopen zjistit, zda špión, kterého hledal existuje nebo ne. O mnoho let později velitel lodi Acheron sepíše své paměti a odhalí, že informace se dostaly k Federaci od jednoho z nejuznávanějších astronomů Země, který si nyní užívá důchod na Měsíci. S touto informací je Sadler schopný potvrdit, že špiónem je Robert Moulton, jeden ze zaměstnanců observatoře, který Sadlera vítal. Román končí tím, že Moulton vysvětluje Sadlerovi i čtenáři jeho brilantní technickou lest, pomocí které posílal informace, používal hlavní teleskop observatoře jako vysílač. Tento signál poté zachytila několik miliónů kilometrů vzdálená federální loď.

## Česká vydání
- Světlo Země, 1. vydání, 1992, Laser-books, ISBN 80-85601-30-3
- Světlo Země, 2. vydání, 2008, Baronet, ISBN 978-80-7384-142-3